# T44 (Paralympics)
T44 und F44 sind Startklassen der paralympischen Sportarten für Sportler in der Leichtathletik. Zugehörigkeiten von Sportlerinnen und Sportlern zu den beiden Startklassen sind wie folgt skizziert:
„Einschränkungen in einer unteren Extremität unterhalb des Knies, wie z. B. die Versteifung eines Fußgelenks .“
Die Klassifizierung gehört zu der Obergruppe von Athletinnen und Athleten die betroffen sind von „Amputation, Fehlbildung von Gliedmaßen, eingeschränkter Muskelkraft oder passiver Gelenkbeweglichkeit“ (T/F42 – T/F46, T47, T/F51 – 54; F55 – 57, T/F61 – T/F64). Sie gehört zur Untergruppe F42–44 für Personen mit Gliedmaßenmangel, Beinlängendifferenz, eingeschränkter Muskelkraft oder eingeschränktem passiven Bewegungsumfang der unteren Gliedmaße, die stehend ohne Unterstützung starten.
In T44/F44 sind Sportlerinnen und Sportler eingestuft, die eine einseitige oder kombinierte Beeinträchtigung der unteren Gliedmaßen aufweisen, wobei die Beeinträchtigung in nur einer Gliedmaße die Mindestkriterien für eine Beeinträchtigung erfüllt. Der Funktionsverlust wird an einem Fuß, Knöchel und/oder Unterschenkel festgestellt. Die Aktivitätseinschränkung ist in etwa vergleichbar mit der eines Athleten mit einer Amputation unterhalb des Knies/Versteifung eines Fußgelenks.
Gestartet wird:
- stehend
- ohne Unterstützung (Prothese/n)

Es gilt: je niedriger die Nummer, desto höher der Grad der Einschränkung. In den technischen Disziplinen sind die Wettkampfklassen der Rollstuhl-Athleten stärker differenziert als in den Rennklassen.
Zu beachten: Die Klassifizierungen und Startklassen wurden in den letzten Jahren weiter ausdifferenziert, wobei jedoch der gleiche Klassifizierungscode andere Kriterien enthalten kann. Deshalb zum Vergleich die ältere Version:„Einseitig Unterschenkelamputierte, Vorfußverlust und diesen Einschränkungen Gleichgestellte (z. B. mäßige Funktionseinschränkung, die das Gehen mit einem oder beiden Beinen ermöglicht).“